# 1992 WB9
1992 WB9 är en asteroid i huvudbältet som upptäcktes den 25 november 1992 av den amerikanske astronomen Henry E. Holt vid Palomarobservatoriet.
Asteroiden har en diameter på ungefär 5 kilometer.